# Günther Pancke
Günther Friedrich Wilhelm Pancke (Gnesen, 1 mei 1899 – Hamburg, 17 augustus 1973) was een Duitse officier en SS-Obergruppenführer (luitenant-generaal) en Generaal in de politie in Denemarken.

## Biografie
Pancke werd in 1899 als zoon van een officier geboren. Vanaf 1910 was hij bij het Pruisische cadettenkorps en hij nam vanaf 1917 deel aan de Eerste Wereldoorlog met de rang van luitenant. Na het einde van de oorlog was hij van 1919 tot 1920 lid van de Eiserne Division in de Baltische staten en was lid van het Vrijkorps dat bij de grens van Oost-Pruisen was gestationeerd. In 1920 vertrok hij naar Argentinië.
In 1926 keerde hij terug uit Argentinië en werkte als laboratoriumassistent in een natuurkundig laboratorium in Kiel. Pancke werd in 1931 ontslagen wegens zijn naziwerkzaamheden die hem een gevangenisstraf van zes weken kostten. Op 1 augustus 1930 werd hij lid van de Nationaalsocialistische Duitse Arbeiderspartij en op 1 juni 1931 lid van de SS. In 1938 werd hij hoofd van de SS-Rasse und Siedlungshauptamt (RuSHA), in 1940 werd hij opgevolgd door SS-Gruppenführer Otto Hofmann. Pancke werd in 1939 benoemd tot verbindingsofficier tussen de Führerhauptquartier, de SS-Totenkopfverbände en de Einsatzgruppen der Sicherheitspolizei und des SD. Daarbij was hij de Höhere SS- und Polizeiführer "Mitte". In oktober 1943 werd hij benoemd tot de Höhere SS- und Polizeiführer voor Denemarken. Op 20 april 1944 werd hij tot SS-Obergruppenführer en General der Polizei bevorderd en op 21 maart 1945 tot General der Waffen-SS.
Pancke werd na de Tweede Wereldoorlog in Denemarken gearresteerd en op 20 september 1948 in Kopenhagen tot twintig jaar gevangenisstraf veroordeeld. In 1953 kreeg hij gratie. Hij stierf uiteindelijk in 1973 in Hamburg.

## Carrière
Pancke bekleedde verschillende rangen in zowel de Deutsches Heer als Waffen-SS. De volgende tabel laat zien dat de bevorderingen niet synchroon liepen.
| Datum                                               | Deutsches Heer | Allgemeine-SS          | Heer                     | Waffen-SS               | Polizei                     |
| --------------------------------------------------- | -------------- | ---------------------- | ------------------------ | ----------------------- | --------------------------- |
| 1 april 1917                                        | Fähnrich       | —                      | —                        | —                       | —                           |
| 12 augustus 1918 (zonder Patent)                    | Leutnant       | —                      | —                        | —                       | —                           |
| 27 juni 1931                                        | —              | SS-Anwärter            | —                        | —                       | —                           |
| 5 juli 1931                                         | —              | SS-Scharführer         | —                        | —                       | —                           |
| 2 oktober 1931 (met ingang vanaf 1 oktober 1931)    | —              | SS-Truppführer         | —                        | —                       | —                           |
| 24 december 1932                                    | —              | SS-Sturmführer         | —                        | —                       | —                           |
| 20 februari 1933 (met ingang vanaf 30 januari 1933) | —              | SS-Sturmhauptführer:   | —                        | —                       | —                           |
| 12 juni 1933 (met ingang vanaf 12 juni 1933)        | —              | SS-Sturmbannführer     | —                        | —                       | —                           |
| 3 september 1933                                    | —              | SS-Obersturmbannführer | —                        | —                       | —                           |
| 15 december 1933                                    | —              | SS-Standartenführer    | —                        | —                       | —                           |
| 20 april 1934                                       | —              | SS-Oberführer          | —                        | —                       | —                           |
| 7 juni 1935                                         | —              | —                      | Leutnant der Reserve     | —                       | —                           |
| 1 april 1936 (met RDA vanaf 1 mei 1929)             | —              | —                      | Oberleutnant der Reserve | —                       | —                           |
| 13 september 1936                                   | —              | SS-Brigadeführer       | —                        | —                       | —                           |
| 1 maart 1938 (met RDA vanaf 1 februari 1938)        | —              | —                      | Hauptmann der Reserve    | —                       | —                           |
| 1 september 1938                                    | —              | SS-Gruppenführer       | —                        | —                       | —                           |
| 10 april 1941                                       | —              | —                      | —                        | —                       | Generalleutnant der Polizei |
| 21 juni 1943 - 8 april 1944                         | —              | SS-Obergruppenführer   | —                        | —                       | General der Polizei         |
| 21 maart 1945                                       | —              | —                      | —                        | General in de Waffen-SS | —                           |

## Lidmaatschapsnummers
- NSDAP-nr.: 282 737[15] (lid geworden op 1 augustus 1930[1][3][4])
- SS-nr.: 10 110[15] (lid geworden op 1 juni 1931[3][4][2])

## Decoraties
Selectie:
- Dienstonderscheiding van de NSDAP in zilver[1][4]
- IJzeren Kruis 1914, 2e Klasse[3][1][17]
- Ehrendegen des Reichsführers-SS[15][4][17]
- Erekruis voor Frontstrijders in de Wereldoorlog[4][1]
- Gouden Ereteken van de NSDAP[4][3] op 30 januari 1943[1][17]
- Kruis voor Oorlogsverdienste, 1e Klasse (30 april 1943[1][17]) en 2e Klasse (20 april 1941[1][17]) met Zwaarden[3]
- SS-Ehrenring[15][4] in maart 1935[17]
- Sportinsigne van de SA in brons[15][1]

## Afkorting
- mit der Führung beauftragt (m.d.F.b.) = vrije vertaling: met het leiderschap belast
- mit der Wahrnehmung der Geschäfte beauftragt (m.d.W.d.G.b.) = vrije vertaling: met de waarneming van de functie belast